# 하야마 미쿠 (축구 선수)
하야마 미쿠(일본어: 早間 美空, 2005년 5월 14일 ~ )는 일본의 여자 축구 선수이다.

## 구단 경력
2024년 WE리그의 산프레체 히로시마 레지나에 입단하였다.

## 국가대표팀 경력
그녀는 2024년 FIFA U-20 여자 월드컵에 참가할 일본 U-20 국가대표팀에 발탁되었으며, 6경기에 출전, 2득점을 기록했으며 준우승에 기여했다.